# Google Classroom
Google Classroom è un servizio web gratuito sviluppato da Google, per le scuole e le università, mirante a semplificare la creazione e la distribuzione di materiale didattico, l'assegnazione e la valutazione di compiti online. Lo scopo principale di Google Classroom è quello di semplificare il processo di apprendimento degli studenti attraverso la condivisione di contenuti tra insegnanti e studenti. È stata introdotta come funzionalità di G Suite for Education il 6 maggio 2014, e pubblicata il 12 agosto 2014. Nel marzo 2017, Google ha aperto Classroom per consentire a qualsiasi utente personale di Google di partecipare alle lezioni senza l'obbligo di avere un account G Suite for Education, e in aprile è diventato possibile per qualsiasi utente personale di Google creare e insegnare una lezione.

## Storia
Google Classroom è stato annunciato il 6 maggio 2014, con un'anteprima disponibile per alcuni membri del programma G Suite for Education di Google. È stato pubblicato il 12 agosto 2014. Il 29 giugno 2015, Google ha annunciato un'API Classroom e un pulsante di condivisione per i siti Web, consentendo agli amministratori e agli sviluppatori della scuola di impegnarsi ulteriormente con Google Classroom. Il 24 agosto Google ha integrato Google Calendar in Classroom per le date di scadenza dell'assegnazione, i viaggi d'istruzione e gli oratori di classe. A marzo 2017, Google ha aperto Classroom per consentire a qualsiasi utente personale di Google di partecipare alle lezioni senza la necessità di avere un account G Suite for Education e, in aprile è diventato possibile per qualsiasi utente personale di Google creare e insegnare una lezione.
Il 7 agosto 2018, Google ha annunciato un aggiornamento di Classroom, aggiungendo una sezione di lavoro in classe, migliorando l'interfaccia di valutazione, consentendo il riutilizzo del lavoro di classe da altre classi e aggiungendo funzionalità per gli insegnanti per organizzare i contenuti per argomento.
Il 9 gennaio 2019, Google ha introdotto 78 nuovi temi illustrati e l'opzione per trascinare e rilasciare argomenti e compiti nella sezione classi.

## Funzionalità
Google Classroom si combina con Google Meet per creare videolezioni online con gli studenti (questa funzione è disponibile solo con G Suite per insegnanti e studenti), Google Drive per la creazione e la distribuzione dei compiti, Google Documenti, Fogli e Presentazioni per la scrittura, Gmail per le comunicazioni via email e Google Calendar (è stato successivamente integrato per la pianificazione di compiti, eventi, gite, corsi, ecc...), per aiutare le istituzioni educative a utilizzare un sistema senza carta. Gli studenti possono essere invitati a classi attraverso il database dell'istituzione, tramite un codice privato, o essere automaticamente importati da un dominio scolastico. Ogni classe crea una cartella separata nel Google Drive dell'utente in questione, dove lo studente può inviare il lavoro per essere valutato dall'insegnante. Le App mobili, disponibili per dispositivi iOS e i Android, consentono agli utenti di scattare foto e allegarle ai compiti, condividere file da altre App e accedere alle informazioni offline. Gli insegnanti possono monitorare i progressi per ogni studente e, dopo essere stati classificati, gli insegnanti possono tornare al lavoro scrivendo nei commenti.

### Assegnazioni
Le assegnazioni di Google Classroom vengono archiviate e classificate nella suite di applicazioni di produttività di Google che consentono la collaborazione tra insegnante e studente o studente e studente. Invece di condividere i documenti che risiedono sul Drive dello studente con l'insegnante, i file sono ospitati sul Drive dello studente e quindi inviati per la valutazione. Gli insegnanti possono scegliere un file che può essere trattato come un modello in modo che ogni studente possa modificare la propria copia e quindi tornare indietro per un voto invece di consentire a tutti gli studenti di visualizzare, copiare o modificare lo stesso documento. Gli studenti possono anche scegliere di allegare al compito i documenti aggiuntivi dal loro Drive.

### Valutazione
Google Classroom supporta molti e diversi schemi di valutazione. Gli insegnanti hanno la possibilità di allegare file al compito che gli studenti possono visualizzare, modificare o ottenere una singola copia. Gli studenti possono creare file e quindi allegarli all'assegnazione se una copia di un file non è stata creata dall'insegnante. Gli insegnanti hanno la possibilità di monitorare i progressi di ogni studente sul compito in cui possono fare commenti e modificare. Gli incarichi svolti possono essere valutati dall'insegnante e restituiti con commenti per consentire allo studente di rivedere il compito e tornare indietro. Una volta classificati, gli incarichi possono essere modificati dall'insegnante a meno che l'insegnante non restituisca l'assegnazione.

### Comunicazione
Gli annunci possono essere inviati dagli insegnanti allo stream del corso che può essere commentato dagli studenti consentendo una comunicazione bidirezionale tra insegnante e studenti. Gli studenti possono anche postare nello stream del corso, ma non avranno la priorità di un annuncio da parte di un insegnante e possono essere moderati. Molti tipi di media da prodotti Google come video di YouTube e file di Google Drive possono essere allegati a annunci e post per condividere contenuti. Gmail fornisce anche opzioni email per gli insegnanti che inviano email a uno o più studenti nell'interfaccia di Google Classroom.
È possibile accedere a Classroom sul Web o tramite le app mobili Classroom Android e iOS.

### Archiviazione di un corso
Classroom consente agli istruttori di archiviare i corsi alla fine di un trimestre o anno. Quando un corso viene archiviato, viene rimosso dalla home page e inserito nell'area Classi archiviate per aiutare gli insegnanti a mantenere le loro attuali classi organizzate. Quando un corso viene archiviato, gli insegnanti e gli studenti possono visualizzarlo, ma non sarà in grado di apportarvi modifiche finché non verrà ripristinato.

### Applicazioni mobili
Le app per dispositivi mobili di Google Classroom, introdotte a gennaio 2015, sono disponibili per dispositivi iOS e Android. Con l'applicazione, gli insegnanti possono creare aule, annunci, comunicare con gli studenti e visualizzare le loro note.
Con l'app mobile, studenti e insegnanti possono:
- Scattare una foto: gli studenti possono scattare una foto e allegarla al proprio compito.
- Condividere file da altre app: gli studenti possono anche allegare foto, PDF e pagine Web da altre app ai loro compiti.
- Memorizzazione nella cache offline: anche se l'accesso a Internet non è disponibile, studenti e insegnanti possono ottenere informazioni sui loro compiti dall'app mobile. Il feed e le informazioni vengono automaticamente memorizzati nella cache ogni volta che l'applicazione viene aperta con una connessione Internet, in modo che siano disponibili per la visualizzazione anche senza una connessione.

### Privacy
A differenza dei servizi per i consumatori di Google, Google Classroom, come parte di G Suite for Education, non mostra alcuna pubblicità nella sua interfaccia per studenti, docenti e insegnanti e i dati dell'utente non vengono digitalizzati né utilizzati a scopi pubblicitari.

## Ricezione
eLearning Industry ha testato e fatto una revisione di Google Classroom, in cui ha evidenziato molti aspetti positivi e negativi. Tra i punti di forza di Classroom, la recensione ha evidenziato la facilità d'uso, l'accessibilità universale del dispositivo, l'uso di Google Drive come un modo efficace per gli insegnanti di condividere rapidamente i compiti con gli studenti, il processo senza carta che significa la fine della stampa, la distribuzione e potenzialmente la perdita di lavoro e, il sistema di feedback rapido tra studenti e insegnanti. Tra gli svantaggi di Classroom, la revisione ha evidenziato la forte integrazione del servizio di App e servizi di Google con supporto limitato o assente per i file o servizi esterni, la mancanza di quiz, test automatici e la mancanza di chat dal vivo che possono aiutare gli sforzi di feedback.
Google è stata criticata per la cronologia di navigazione, le ricerche e altri usi dei servizi per la pubblicità da parte degli studenti di data mining . Nell'aprile 2014, Google ha annunciato che avrebbe interrotto la scansione dei messaggi Gmail degli studenti a scopi pubblicitari, in seguito a problemi di privacy. TechCrunch ha scritto che, mentre gli annunci non erano inclusi nel programma educativo, i dati e le informazioni apprese dagli utenti attraverso il programma sono stati utilizzati per mostrare annunci pubblicitari in epoche successive in altre aree. Il 1 ° dicembre 2015, la Electronic Frontier Foundation ha presentato una denuncia alla Federal Trade Commission, sostenendo che Google "ha rotto l'impegno di onorare la privacy degli studenti con i suoi strumenti educativi". Sophia Cope, procuratore del personale di EFF, ha dichiarato: "Stiamo chiedendo alla FTC di indagare sulla condotta di Google, impedire alla società di utilizzare le informazioni personali degli studenti per i propri scopi e ordinare alla società di distruggere tutte le informazioni raccolte per scopi non didattici". Google ha risposto il giorno seguente: "Pur apprezzando l'attenzione del FEP sulla riservatezza dei dati degli studenti, siamo fiduciosi che i nostri strumenti rispettano sia la legge che le nostre promesse, compreso lo Student Privacy Pledge, che abbiamo firmato all'inizio di quest'anno". La Fondazione ha fatto nuove accuse contro Google nell'aprile 2017, concentrandosi in particolare sulle azioni della società di "Chromebook sulle scuole statunitensi, che consente la raccolta di massa e la memorizzazione di informazioni sui bambini senza il consenso dei genitori".